# 38. Sinfonie (Mozart)
Die Sinfonie in D-Dur KV 504 komponierte Wolfgang Amadeus Mozart im Jahr 1786. Das Werk trägt den Beinamen Prager Sinfonie und führt nach der Alten Mozart-Ausgabe die Sinfonie-Nummer 38.

## Allgemeines

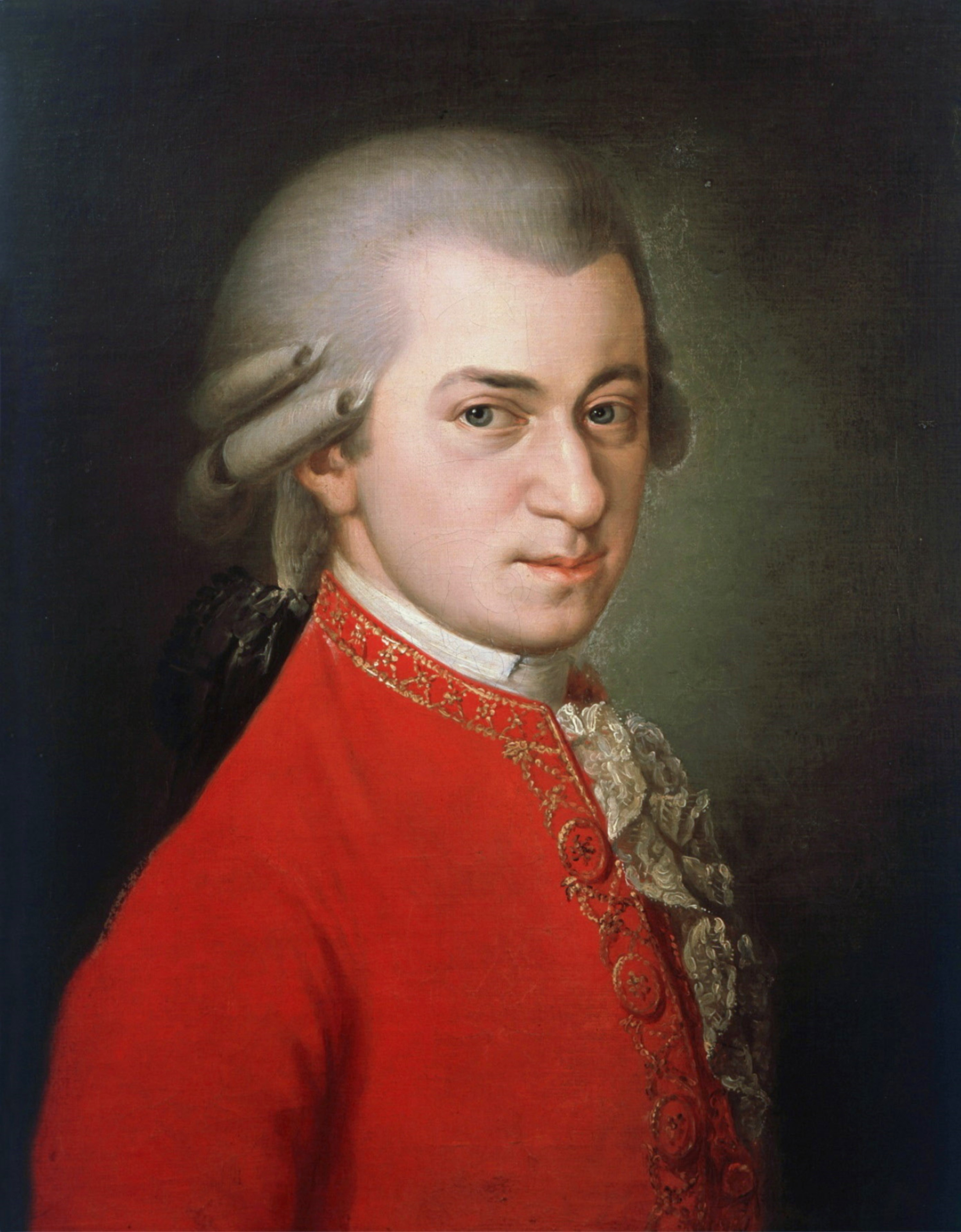
Posthumes Porträt Mozarts von Barbara Krafft, 1819

Der erste Hinweis auf die Sinfonie Köchelverzeichnis (KV) 504 findet sich im Werkverzeichnis von Mozart mit einem Eintrag vom 6. Dezember 1786. Die Arbeit am Schlusssatz wurde bereits im Frühjahr 1786 begonnen, dann aber – offenbar wegen der Verpflichtung zu anderen Aufträgen – unterbrochen und erst im Zusammenhang mit den übrigen Sätzen wiederaufgenommen. Unklar ist, aus welchem Anlass Mozart die Sinfonie schrieb; möglicherweise für eine Wiener Akademie oder eine Aufführung im Ausland. Die Einladung nach Prag durch eine „Gesellschaft grosser kenner und Liebhaber“ (Brief von Leopold Mozart an Nannerl vom 12. Januar 1787) kam erst nach der Fertigstellung des Werkes und wird daher wohl nicht der Auslöser für die Komposition gewesen sein. Cliff Eisen (1991) meint jedoch, dass Mozart die Sinfonie möglicherweise für die Reise nach Prag komponiert habe.
Die Uraufführung erfolgte am 19. Januar 1787 in Prag im Rahmen einer Akademie, einen Tag nach einer Aufführung des Figaro. Mozart überzeugte während der Akademie offenbar so sehr als Pianist, dass die Sinfonie in manchen zeitgenössischen Berichten gar nicht erwähnt wurde, und entwickelte sich erst nach einiger Zeit zu einem Lieblingsstück des Publikums.
Einige Autoren weisen auf musikalische Zusammenhänge von KV 504 zu den Opern Figaro und Don Giovanni hin.
Unklar ist, warum Mozart für die Sinfonie kein Menuett schrieb. Volker Scherliess (2005) zählt folgende Vermutungen auf, die er aber für nicht überzeugend hält:
- Mozart habe an italienische Vorbilder anknüpfen wollen;
- Mozart habe während der Komposition das Menuett als nicht stilgemäß empfunden;
- Mozart habe in Hinblick auf eine geplante Englandreise bewusst auf das Menuett verzichtet;
- Zeitmangel.

Alfred Einstein (1953) meint, dass das Menuett fehlt, weil in den bestehenden Sätzen bereits „alles gesagt“ sei. Theodor Kroyer (1931) vermutet Spannungen und Trübungen in Mozarts Gefühlsleben; ähnlich äußert sich Kurt Pahlen (1978), wenn er fragt, ob „Mozart ein so ernstes Werk nicht durch einen leichten Tanz unterbrechen wollte?“

## Zur Musik
Besetzung: 2 Querflöten, 2 Oboen, 2 Fagotte, 2 Hörner in D, 2 Trompeten in D, Pauken, I. Violine, II. Violine, Viola, Violoncello, Kontrabass. In zeitgenössischen Orchestern wurde möglicherweise auch ein Cembalo (sofern im Orchester vorhanden) als Generalbass-Instrument eingesetzt.
Aufführungszeit: ca. 30–35 Minuten.
Bei den hier benutzten Begriffen der Sonatensatzform ist zu berücksichtigen, dass dieses Schema in der ersten Hälfte des 19. Jahrhunderts entworfen wurde (siehe dort) und von daher nur mit Einschränkungen auf die Sinfonie KV 504 übertragen werden kann. Die hier vorgenommene Beschreibung und Gliederung der Sätze ist als Vorschlag zu verstehen. Je nach Standpunkt sind auch andere Abgrenzungen und Deutungen möglich.
Allen Sätzen der Sinfonie ist gemeinsam, dass in der Durchführung das zweite Thema nicht auftritt.

### Erster Satz: Adagio – Allegro
D-Dur, 4/4-Takt, 302 Takte
Adagio (Takt 1–36):
Die Audiowiedergabe wird in deinem Browser nicht unterstützt. Du kannst die Audiodatei herunterladen.
Die gravitätische Einleitung beginnt als ausgehaltener Akkord im Unisono mit Trommelwirbel auf D. Über eine auftaktartige, rollende Zweiunddreißigstel-Figur wird D dann viermal energisch, aber im Notenwert verkürzt wiederholt. Es schließen – im Wechsel von Bläsern und Streichern sowie von Forte und Piano – Vorhalte mit ihren Auflösungen und kadenzartige, chromatische Figuren an. Ab Takt 16 folgt ein neues Motiv, das aus zwei gegensätzlichen Takten aufgebaut ist: der erste Takt im Forte, mit Synkopen in den Violinen und einer markanten Dreiklangs-Bassfigur, der zweite Takt im Piano mit aufsteigender Zweiunddreißigstel-Figur der 1. Violine und ausgehaltener ganzer Note im Fagott. Dieses Motiv erscheint in d-Moll, B-Dur, F-Dur, D-Dur, g-Moll und im verminderten Akkord auf Gis, der als Vorhalt zum folgenden Orgelpunkt auf A (Takt 28–33) dient. Die Einleitung endet in einer chromatischen Figur abwärts und klingt nach Akkordwechseln von D und A als Fermate auf dem A-Dur – Septakkord aus.
Das Adagio ist die längste Einleitung, die Mozart je geschrieben hat. Volker Scherliess (2005) fühlt sich beim Hören an ein „Spiel von Figuren und Gesten mit unterschiedlichem Charakterzügen und Stimmungen“ erinnert. Durch den Wechsel in der Dynamik, die Modulierungen und die zahlreichen chromatischen Einlagen entsteht eine abwechslungsreiche Klangfarbe.
Allegro (Takt 37–302):
Die Audiowiedergabe wird in deinem Browser nicht unterstützt. Du kannst die Audiodatei herunterladen.
Das erste Thema beginnt nach einem Takt Synkopenbegleitung der 1. Violine in den übrigen Streichern. Es hat gesanglich-ruhigen Charakter und wird piano vorgetragen (Motiv 1a). Im fünften Thementakt löst sich die 1. Violine aus ihrer Begleitung und spielt eine zum Thema kontrastierende, auftaktig-energische Figur (Motiv 1b). Den Themenabschluss bildet eine kurze Bläserfanfare im Forte mit Oktavsprung aufwärts und fallender Tonleiter (Motiv 2). Das Thema wird dann ohne die Bläserfanfare, aber mit Gegenbewegung in der 1. Oboe wiederholt. Alfred Einstein (1953) fühlt sich beim Themenbeginn an die Ouvertüre zur Zauberflöte erinnert.
Nach vier Überleitungstakten (Motiv 1b in 2. Violine/Viola, dazu in 1. Violine das neue Motiv 3 aus pausendurchsetztem Dreiklang und Vorhalt) schließt in Takt 55 ein längerer Forte-Block an, für den Motiv 4 mit seiner Sechzehntel-Drehfigur prägend ist. Durch die Zunahme der Sechzehntel-Figuren und den imitatorischen Einsatz von Motiv 4 kommt es zur Verdichtung des Geschehens. Ab Takt 63 dominiert Motiv 1b, doch bereits in Takt 66 tritt wieder ein neues Motiv (Motiv 5) aus aufsteigenden Dreiklangsfloskeln auf, das zur Dominante A-Dur führt. Anstelle des erwarteten zweiten Themas setzt in Takt 71 aber überraschend das erste Thema als Variante in A-Dur ein. Die Takte 77 ff. kombinieren die Motive 1b und 3, ab Takt 88 löst sich die mehrstimmige Struktur durch Sechzehntel-Läufe in den Violinen auf (dazu taktweise chromatisch aufsteigende Linie im Bass).
Das zweite, achttaktige Thema (ab Takt 97, A-Dur) besteht in seiner ersten Hälfte aus wiederholten, gebrochenen Dreiklangsfiguren mit Liegeton, in seiner zweiten Hälfte aus einer gewunden-chromatischen Figur und schließender Kadenzfloskel. Es wird in a-Moll mit Fagottbeteiligung wiederholt und geht dabei in der zweiten Hälfte als Erweiterung mit Bläserbeteiligung in das neue Motiv 7 über, das etwas an Motiv 1a und Motiv 2 erinnert. Die Schlussgruppe ab Takt 121 beginnt mit Motiv 4 im versetzten Einsatz, gefolgt von Motiv 5 und dem Kopf des ersten Themas (Motiv 1a) im Forte und in hoher Lage. Die Exposition klingt aus mit Motiv 1b und abfallender Akkordmelodik in A-Dur.
Die Durchführung (Takt 143–207) lässt sich in folgende Abschnitte gliedern:
- Takt 143–150: imitatorisch gearbeiteter Abschnitt mit dem aufwärts sequenzierten Motiv der Bläserfanfare vom Satzanfang (Motiv 2), nur Streicher, A-Dur, Piano.
- Takt 151–155: Forte-Einsatz in D-Dur, weiterhin Verarbeitung von Motiv 2.
- Takt 156–161: Zusätzlich zu Motiv 2 tritt Motiv 1b auf.
- Takt 162–169: Motiv 1b und Motiv 4 werden gegeneinander gesetzt; zunächst in fis-Moll beginnend, ab Takt 166 Wiederholung von e-Moll aus.
- Takt 170–176: Zuspitzung durch zunehmende Verdichtung mit Motiv 4 und Aufwärts-Sequenzierung.
- Takt 177–189 entsprechen Takt 59–71 und stellen eine Entladung der aufgebauten Spannung dar;
- Takt 190–194: entspricht Takt 72–76.
- Takt 195–207: Rückleitung zur Reprise: Orgelpunkt auf A-Dur (harmonisch ist A-Dur bereits ab Takt 187 dominant) mit Motiv 1b und einer fallenden Figur mit Vorhalten.

Die Unterschiede zwischen der in Takt 208 einsetzenden Reprise und der Exposition liegen u. a. im Auslassen des Tutti-Abschnittes entsprechend Takt 55 ff. und dem Fehlen des zweiten Einsatzes vom Hauptthema (Takt 72 ff.). Gleich zu Beginn der Reprise ist das A vom Themenbeginn zum Ais verschärft (entsprechend Takt 72), die Oboen-Gegenstimme in der Wiederholung des Themas enthält einen kurzen Dur-Moll-Kontrast (Takt 218/219) und die Schlussgruppe ist ausladender gestaltet (z. B. Tremolo der Violinen Takt 290 ff.).
Exposition sowie Durchführung und Reprise werden wiederholt.

„Spielerische Grazie und strenge kontrapunktische Arbeit, polyphone Stimmführung und kantable Linie, „gelehrter“ und „galanter“ Stil stehen nebeneinander und sind ineinander verwoben – und das auf eine so organische, natürliche Weise, dass man es kaum beim bloßen Hören, sondern erst bei analytischem Betrachten merkt.“

### Zweiter Satz: Andante
G-Dur, 6/8-Takt, 148 Takte, Trompeten und Pauken schweigen
Die Audiowiedergabe wird in deinem Browser nicht unterstützt. Du kannst die Audiodatei herunterladen.
Zunächst tragen die Streicher eine gesangliche Melodie im Piano vor. Der chromatische Lauf am Ende von Takt 3 geht jedoch über den Zielton G hinaus bis zum E, fällt dann wieder zum G in Takt 5 hinab; das Thema wird nun mit chromatischen Einlagen unter Bläserbeteiligung wiederholt. In Takt 8 setzt ein neues, für den weiteren Satzverlauf wesentliches Staccato-Achtelmotiv im Streicherunisono ein. Dieses Motiv wird ab Takt 10 in der 1. Violine aufwärts sequenziert – unterlegt vom Tremolo der übrigen Streicher. Mit fünf schweren Achtelschlägen auf E im Forte (Takt 18) kündigt sich eine Modulation nach e-Moll (Takt 19) an, die in der folgenden Streicherkadenz weiter über d-Moll, B-Dur (Takt 23 ff. mit neuem, wiederum gesanglichen Motiv) und a-Moll/A-Dur führt.
Das zweite Thema (ab Takt 35, Dominante D-Dur) wird von den Streichern piano über einem Orgelpunkt auf D vorgestellt. Es hat gesanglichen Charakter, aufstrebenden Gestus und wechselt zwischen Legato und Staccato. In der Wiederholung des Themas wird die Schlusswendung von den solistischen Bläsern kurz weitergeführt, dann greifen Oboe/Fagott und Streicher im Frage-Antwort-Dialog die Themenfigur als Variante auf. Ein kurzes Motiv mit Tonrepetition beendet die Exposition.
Nach Wiederholung der Exposition führt die Durchführung zunächst das Schlussmotiv vom Ende der Exposition weiter. Ab Takt 64 wird das erste Thema dann in verschiedenen Tonarten (C-Dur, d-Moll, e-Moll) vorgestellt, „gestört“ von einer Variante des Staccato-Achtelmotivs, bei dem die Bläser dissonante Einwürfe machen. Nach dem letzten Auftritt des ersten Themas in e-Moll folgt ab Takt 83 ein mehrstimmiger Abschnitt, bei dem das Achtelmotiv versetzt, in Gegenbewegung und chromatischen Änderungen (z. B. Takt 83: Gis statt G in der 1. Violine) verarbeitet wird. Ab Takt 90 beruhigt sich das Geschehen wieder, über Terzfiguren erfolgt die Überleitung zur Reprise.
Die Reprise (ab Takt 94) weist im Unterschied zur Exposition u. a. zu Beginn keine Wiederholung des ersten Themas auf, die Tonhöhen sind z. T. leicht verändert (z. B. Takt 103: f und as statt fis und a), ebenso einige Harmonien. Die Takte 145 – 148 können als kleine Coda angesehen werden: Sie greifen nochmals das Achtelmotiv auf, das ein letztes Mal die Instrumente durchläuft. Der Satz endet mit dem Motiv im Bass und im Pianissimo. Durchführung und Reprise werden nicht wiederholt.
Alfred Einstein (1953) nimmt eine Verbindung dieses Satzes zur Arie „Dalla sua pace“ an, die Mozart für Don Ottavio zur Wiener Aufführung des Don Giovanni nachkomponiert habe: die ersten Takte seien fast identisch. Volker Scherliess (2005) sieht in den Bläsereinwürfen (z. B. Takt 18 und 73/74) einen „todernsten Charakter, wie Stimmen aus dem Jenseits.“ Theodor Kroyer (1931) meint dagegen: „Dass übrigens der Grundton des Andantes nicht gar so ernst gemeint ist, dass er jedenfalls nicht so dunkel ist, wie ihn die „dramatischen“ Akzente der Durchführung vortäuschen könnten, sagen uns die neckischen Schlussbestätigungen in der Exposition (Takt 54) und besonders in der Reprise (Takt 141 ff).“

### Dritter Satz: Presto
D-Dur, 2/4-Takt, 350 Takte
Die Audiowiedergabe wird in deinem Browser nicht unterstützt. Du kannst die Audiodatei herunterladen.
Das erste Thema ist symmetrisch aus zwei achttaktigen Hälften aufgebaut. Die ersten vier Takte jedes Achttakters enthalten drei auftaktige Achtel (als gebrochene Terz) zu einer halben Note („Hauptmotiv“, da es für den weiteren Satzaufbau von Bedeutung ist) und eine in Synkopen fallende Linie. Die anderen vier Takte bestehen aus einer Pendelfigur, wobei zunächst (Takt 4–8) der Wechsel zwischen h-Moll und e-Moll stattfindet, dann (Takt 12–16) zwischen A-Dur und D-Dur. Der Forte-Block ab Takt 17 unterlegt das Hauptmotiv im ganzen Orchester mit Paukenwirbel und wechselt zur Dominante A. Danach wird das Thema wiederholt, aber mit ganz anderer Klangfarbe: In d-Moll und nur von den Flöten und Oboen vorgetragen (Fagott begleitend).
Der Forte-Block ab Takt 47 beginnt ähnlich wie der vorige mit dem Hauptmotiv, nun aber in F-Dur, und moduliert über d-Moll nach E-Dur, das als Dominante zum A-Dur des in Takt 66 einsetzenden zweiten Themas fungiert. Der für das zweite Thema beanspruchte Raum ist ungewöhnlich lang (Takt 69–97). Das Thema besteht aus einem Sechzehntakter, der sich wiederum in viertaktige Untereinheiten gliedern lässt: vier Takte Vordersatz in den Streichern, dieser wird höher gesetzt wiederholt, dann vier Takte Nachsatz in Flöte, Oboe und Fagott und vier Takte Schlussfigur der Streicher. Die Takte 82–97 stellen eine Wiederholung mit reicherer Instrumentierung dar. Das Motiv vom Vordersatz lässt sich aus der Figur von Takt 7/8 ableiten.
In Takt 95–109 kommt es zum dritten Auftritt des ersten Themas in A-Dur, gespielt von Flöte, Oboe und Fagott, allerdings mit einer Variante in der zweiten Hälfte des Achttakters. Takt 110–120 sind entsprechend Takt 17 ff. und Takt 47 ff. mit dem Hauptmotiv in versetztem Einsatz gestaltet. Ab Takt 120 tritt das Hauptmotiv dann versetzt in Oboe und Fagott auf, begleitet von Triolenläufen der 1. Violine. Die Schlussgruppe ab Takt 130 enthält neben dem Hauptmotiv ein neues Trillermotiv in den Violinen und beendet die Exposition mit Akkordmelodik und Tremolo.
Der Durchführungsbeginn ist als Kontrastfolge von jeweils vier Takten Forte im ganzen Orchester mit Tremolo und betontem Bass einerseits und den vier Takten des Beginns vom ersten Thema im Piano in Flöte, Oboe und Fagott andererseits gestaltet. Die Passage ab Takt 176 ist entsprechend Takt 17 ff. strukturiert (Hauptmotiv in versetztem Einsatz), die Passage ab Takt 184 greift die ersten vier Takte vom ersten Thema, beginnend auf G, wieder auf. Ausgehend von G, folgen Tonartenwechsel ebenso wie der Wechsel von synkopischen und nichtsynkopischen fallenden Linien vom Hauptmotiv (z. B. Takt 186/187 und Takt 190/191). Weitere Verdichtungen beschreibt Wolfgang Gersthofer (2007):

„(…) der Impuls der anspringenden Achtel ist anfangs bereits nach drei Takten wieder zu vernehmen (T. 185 und 188), das nächste Mal aber erst fünf Takte später (T. 193). Sodann vergrößert Mozart im Verlauf der ersten beiden Viertakter (T.  184–191) kontinuierlich die thematische Intervallik: Oberstimme T. 184/185 g–d (Quinte); Unterstimme T. 185/186 g–e (Sexte), Unterstimme T. 188/189 d–c (Septim), Oberstimme T. 189/190 d–d (Oktav). Drittens bilden die langen Hochtöne der Oberstimme eine aufsteigende Linie in großen Sekunden, die Anfang, Mitte und Schluss der ganzen Entwicklung markiert: T. 185 d’’’ – T. 193 e’’’ – T. 201 fis’’’. All dies wirkt zusammen, um T. 184–206 zu einer der kompromisslosesten Passagen in der sinfonischen Literatur des späten 18. Jahrhunderts zu machen (…).“

Die Reprise fängt in Takt 216 mit dem ersten Thema an. Abweichungen zur Exposition ergeben sich u. a. dadurch, dass bereits in Takt 224 die Holzbläser stimmführend sind, wobei die Tonhöhen gegenüber Takt 9 um eine Quarte aufwärts transponiert sind. In Takt 228 „kracht ein Tutti-Block“ in g-Moll herein, ähnlich wie in der Durchführung z. B. in Takt 160 ff. Exposition sowie Durchführung und Reprise werden wiederholt.
Alfred Einstein (1953) schreibt zum Presto: „Und das Finale ist einer jener seltsamen D-Dur Sätze Mozarts, die bei aller scheinbaren Heiterkeit und wirklichen Vollkommenheit eine Wunde in der Seele hinterlassen: mit der Schönheit verbunden ist der Tod.“ Volker Scherliess (2005) und Wolfgang Gersthofer (2007) weisen auf Parallelen zwischen dem ersten Thema und dem Beginn des Duettino Susanna/Cherubino aus dem zweiten Figaro-Akt hin. Volker Scherliess hebt zudem die Instrumentation hervor, „insbesondere das Wechselspiel von Violinen und Holzbläsern, die dem Satz eine ätherische Farbigkeit verleihen.“